# Rivello
Rivello (Rëviell in dialetto rivellese) è un comune italiano di 2 450 abitanti della provincia di Potenza in Basilicata.

## Geografia fisica

### Territorio
Centro collinare a 479 m s.l.m., con località a 250 m s.l.m. (C.da Fiumicello) e altre a 1000 m s.l.m. (loc. Fontana di S. Antonio); si estende per una superficie di 68 km². Confina a nord con Casaletto Spartano (SA) e Lagonegro, ad est col comune di Nemoli, a sud con i territori di Maratea e Trecchina, mentre ad ovest con i comuni di Sapri (SA) Torraca e Tortorella (SA).
- Classificazione sismica: zona 2 (sismicità medio-alta)[7], Ordinanza PCM n. 3274 del 20/03/2003

### Clima
La stazione meteorologica più vicina è quella di Maratea. Secondo i dati medi del trentennio 1961-1990, la temperatura media del mese più freddo, gennaio, si attesta a +8,7 °C, mentre quella del mese più caldo, agosto, è di +23,4 °C.
| Maratea            | Mesi | Mesi | Mesi | Mesi | Mesi | Mesi | Mesi | Mesi | Mesi | Mesi | Mesi | Mesi | Stagioni | Stagioni | Stagioni | Stagioni | Anno |
| Maratea            | Gen  | Feb  | Mar  | Apr  | Mag  | Giu  | Lug  | Ago  | Set  | Ott  | Nov  | Dic  | Inv      | Pri      | Est      | Aut      | Anno |
| ------------------ | ---- | ---- | ---- | ---- | ---- | ---- | ---- | ---- | ---- | ---- | ---- | ---- | -------- | -------- | -------- | -------- | ---- |
| T. max. media (°C) | 12,0 | 12,2 | 14,3 | 17,0 | 20,9 | 25,1 | 28,2 | 28,5 | 25,9 | 21,6 | 17,0 | 14,0 | 12,7     | 17,4     | 27,3     | 21,5     | 19,7 |
| T. min. media (°C) | 5,4  | 5,3  | 7,0  | 8,9  | 12,2 | 15,7 | 18,2 | 18,2 | 16,2 | 12,8 | 9,6  | 7,0  | 5,9      | 9,4      | 17,4     | 12,9     | 11,4 |

- Classificazione climatica di Rivello[9]:
  - Zona climatica D;
  - Gradi giorno 1780.

## Storia
Le origini della città si fanno risalire all'Alto Medioevo; tuttavia, i numerosi reperti archeologici (rinvenuti nella contrada detta, appunto, "Città") fanno supporre che Rivello sia l'erede della città lucana - esistente già dal periodo preromano - di Sirinos.
Notoria è la divisione, a partire dal medioevo, della città in due distinti quartieri, quello superiore, i cui abitanti, detti bardàv'ti, erano legati uno alla chiesa di rito latino (San Nicola di Bari) e quello inferiore, i cui abitanti, bardàsci, erano fautori della parrocchia di rito greco (Santa Maria del Poggio).
Resistono ancora nella toponomastica ("Fonte dei Lombardi" e "Piazza dei Greci"), riferimenti alle due etnie contrapposte, che diedero vita alla città: longobardi, sicuramente stanziatisi a seguito delle invasioni barbariche, e greci, probabilmente provenienti, a seguito della sua distruzione da parte dei Saraceni, dalla vicina Velia da cui si dice derivi il nome moderno (Rivello ovvero Re-Velia).
Difatti, il motto del comune recita ancor oggi "Iterum Velia renovata Revellum" (Una volta Velia, rinnovata in Rivello). Un'altra probabile origine etimologica del nome, va ricercata in una formazione del tipo iterativo "Re + Vallare" cioè fortificare di nuovo, da cui un latino tardo Revallo; dall'analogia con "ripa", "riva" (che darebbe la forma intermedia Rivallo) potrebbe aver portato, per metafonia A>E, alla forma Rivello.
Feudo dei Sanseverino, dei Ravaschiero e dei Pinelli, Rivello si riscattò, nel corso del XVIII secolo, divenendo città libera (Università). L'ultimo feudatario, Oronzo Pinelli, non avendo avuto discendenti maschi, accettò di cedere il Feudo, ma curiosamente, sul rogito di cessione del Comune stipulato nel 1719 (Restituta libertas), oltre a 55.000 ducati, da pagarsi a rate coi relativi interessi, pattuì che ogni anno avrebbero dovuto dare a lui e poi ai suoi eredi, una certa quantità di salami artigianali e precisamente: "Cantare (unità di misura pari a circa 89 kg) quattro di salami di ogni bontà, così' come si fanno in detta terra di Rivello.......(omissis)", a conferma della bontà dei salumi che ancora oggi si confezionano in paese.
Le notevoli testimonianze architettoniche e le numerose opere artistiche testimoniano il ricco passato di Rivello; le attività più fiorenti erano quelle dell'artigianato orafo e del rame, esportate in giro per il mondo.
Il XVIII secolo fu quello più fiorente, tanto che vi fu una forte immigrazione che portò ad un notevole incremento demografico, come testimoniano gli archivi ecclesiastici. Purtroppo l'arrivo dei Francesi causò un declino, dovuto all'incertezza del momento storico. In seguito al Congresso di Vienna ed alla restaurazione del regime Borbonico, vi furono segnali di ripresa; ma il destino era ormai segnato: con l'arrivo dei Piemontesi, dopo l'impresa dei Mille e quindi la costituzione del Regno d'Italia, le scelte politiche dei primi governi, il fenomeno del brigantaggio, la miseria e la mancanza di lavoro, costrinsero centinaia di Rivellesi, così come in tutto il centro - sud, ad emigrare per le Americhe, in cerca di miglior fortuna.
Dopo la seconda guerra mondiale, ripartì l'emigrazione, questa volta in direzione del Nord Italia, in particolare verso la Lombardia, ma anche per la Germania, la Svizzera, la Francia e il Belgio. Questo fenomeno fu molto marcato tra la fine degli anni cinquanta e la metà degli anni settanta.

## Monumenti e luoghi d'interesse

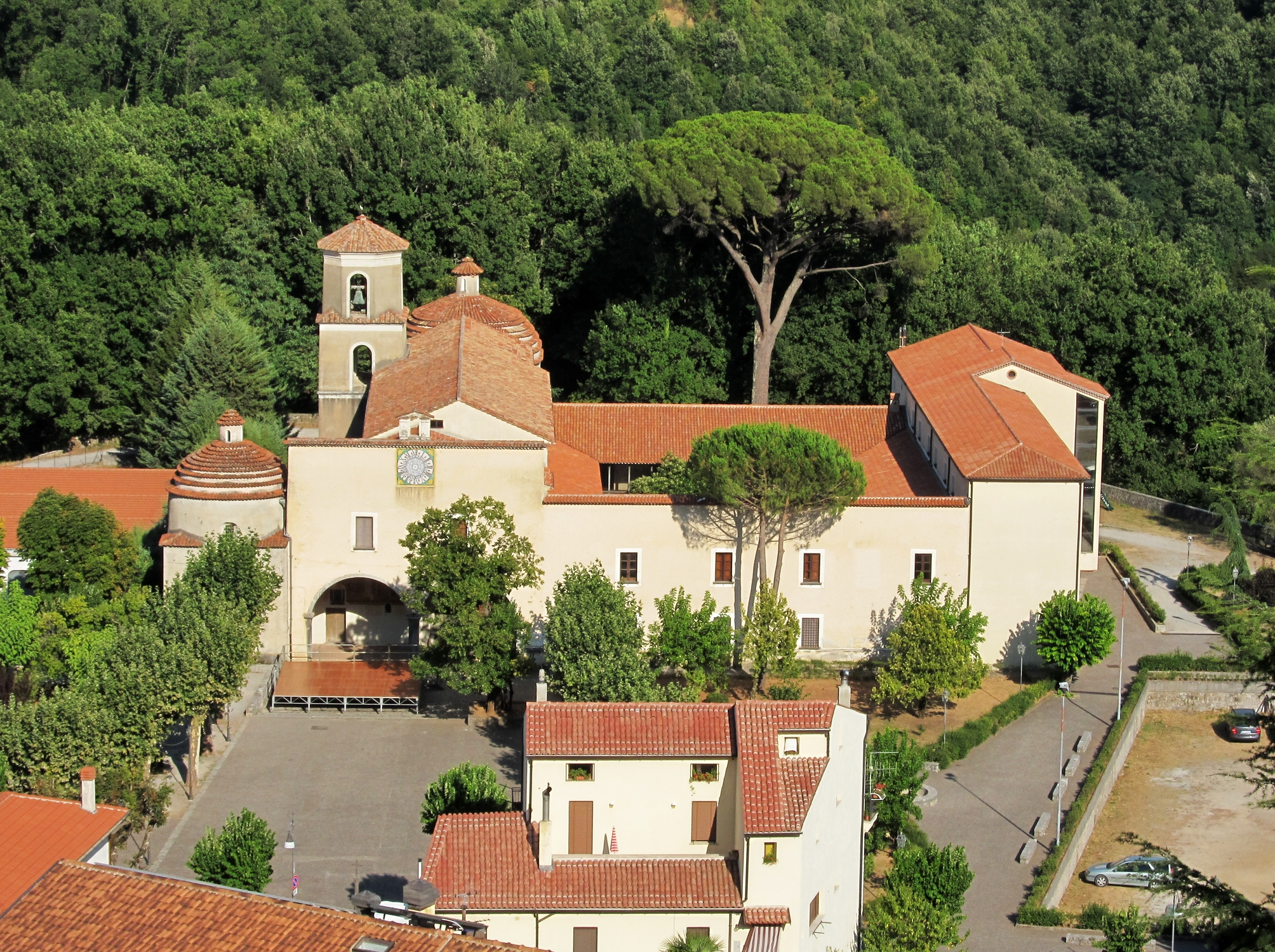
Il convento di Sant'Antonio

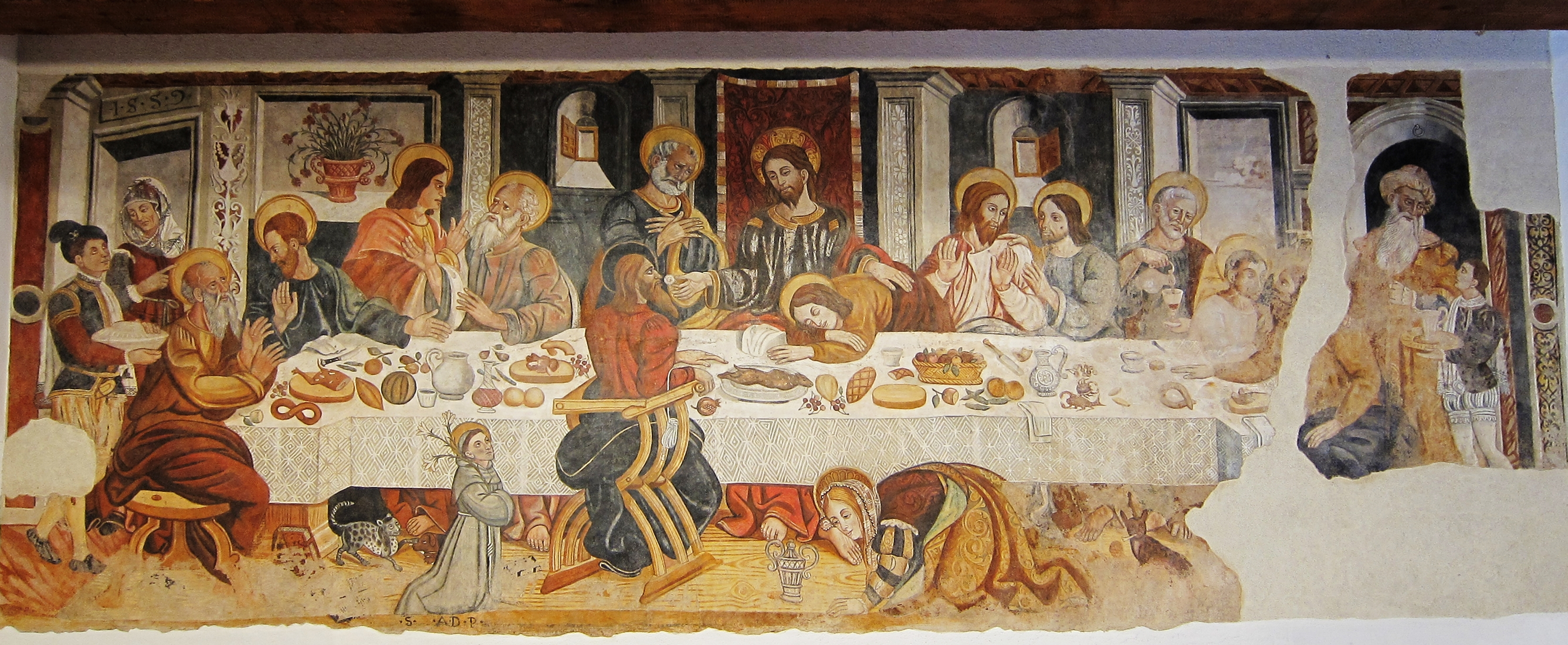
Affresco raffigurante "L'ultima cena" del 1559

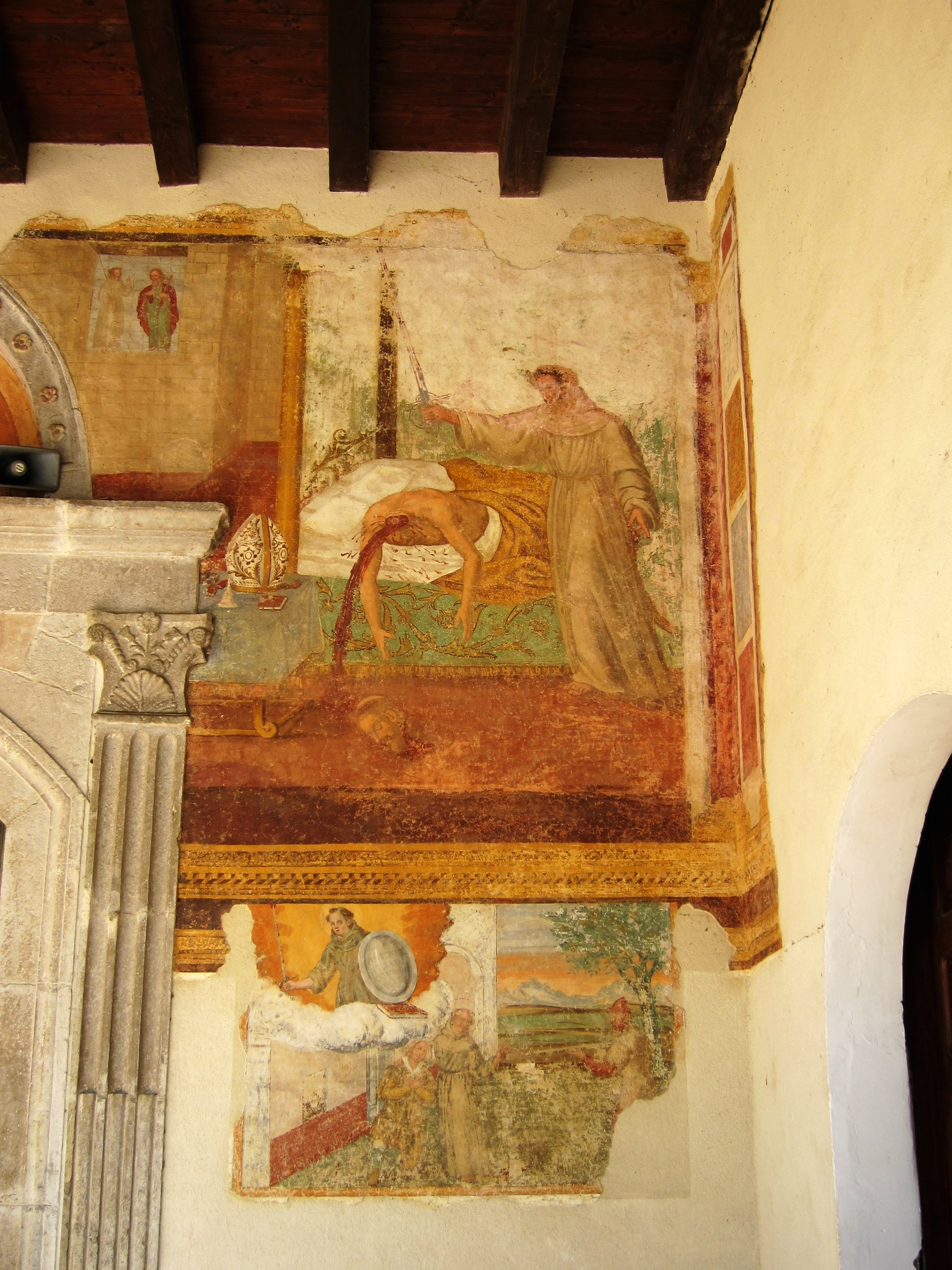
Affresco convento di Sant'Antonio raffigurante la metafora di S. Francesco che decapita il Vescovo, rappresentante della Chiesa corrotta a quel tempo

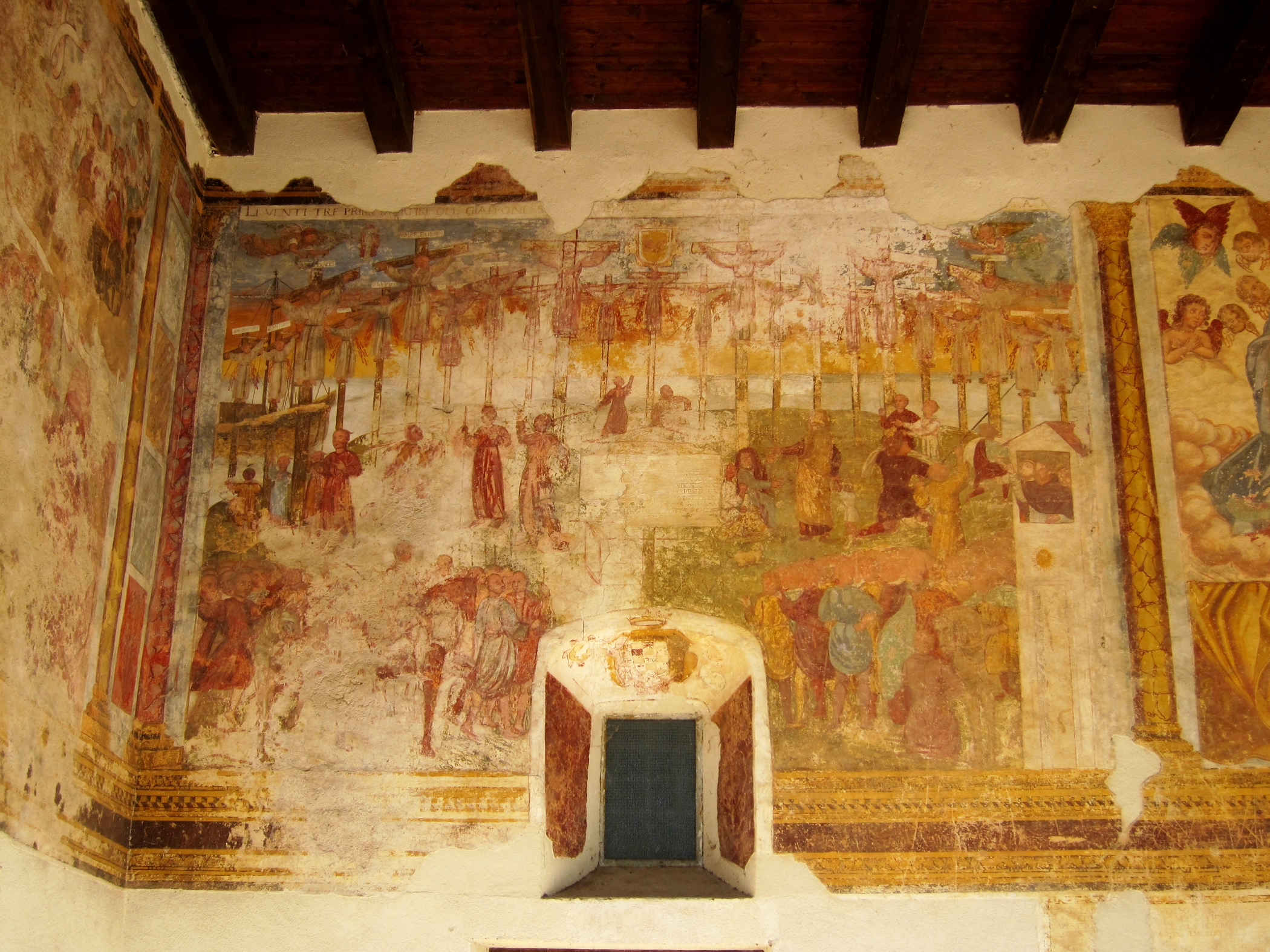
Affresco raffigurante il Martirio di 23 frati francescani del Giappone, avvenuto nel 1597

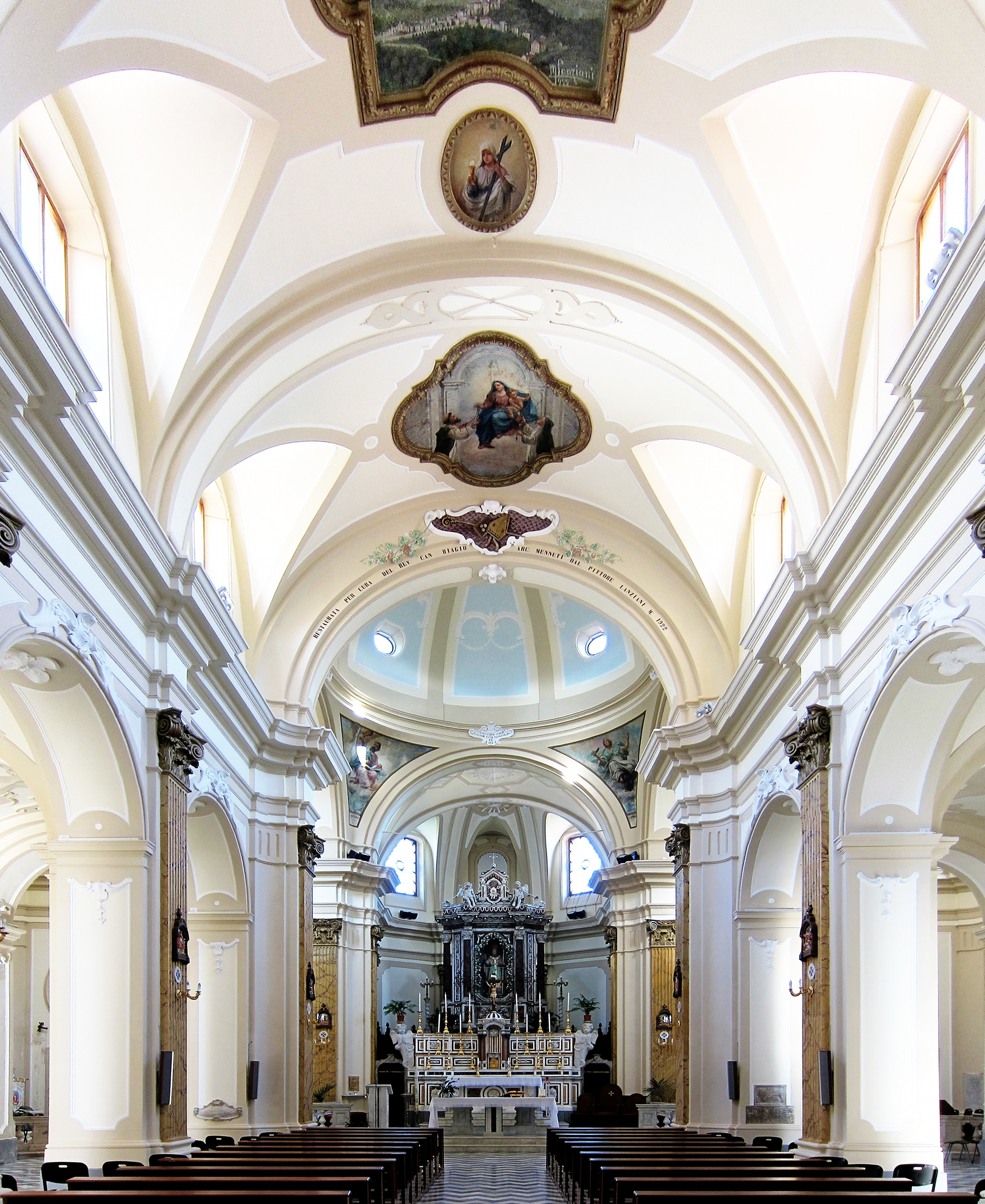
La navata centrale della chiesa di San Nicola

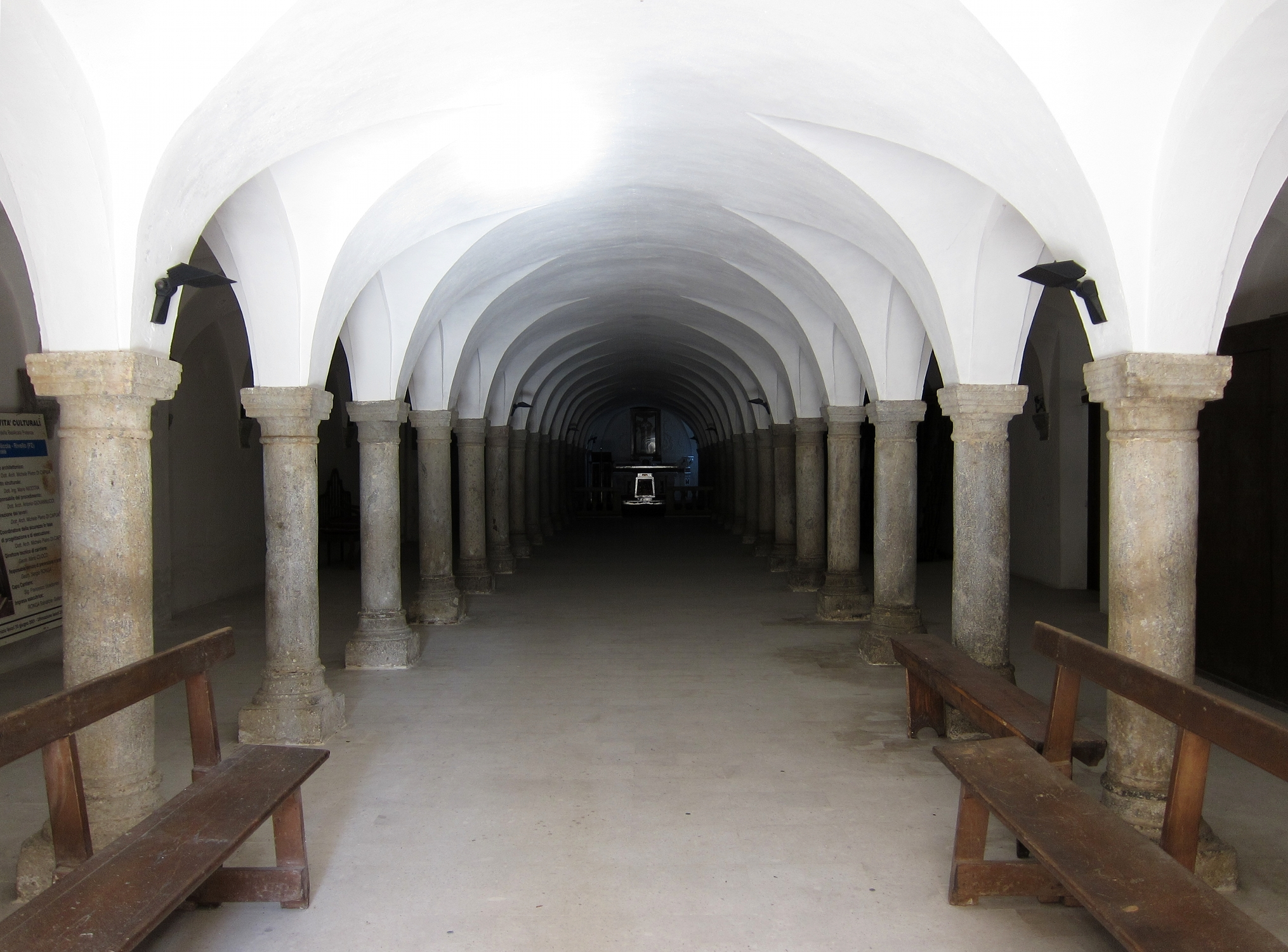
Cripta di San Nicola

- Il monumento di maggior pregio è senz'altro il convento di Sant'Antonio, posto nella parte bassa dell'abitato, distante dal centro. Edificato a partire dal 1512, conserva, sotto le arcate antistanti la chiesa, affreschi di Girolamo Todisco realizzati tra il 1616 e il 1634, tra cui una rara iconografia sacra, ovvero una Crocifissione dei Martiri Francescani del Giappone. La chiesa, rimaneggiata in forme barocche nel XVIII secolo, conserva interessanti tele del XVI secolo come l'Annunciazione firmata da Felice Vitale e datata 1597,[10] oltre ad un pregevole coro ligneo del XVII secolo. Notevoli anche il chiostro, affrescato sempre da Todisco e, nel refettorio, l'Ultima Cena di Giovanni Todisco. Al piano superiore è allestito il museo archeologico, con reperti provenienti da tutta l'area del fiume Noce (antico Talao) e da quella del Lao.
- La chiesa parrocchiale di San Nicola di Bari, risalente al periodo medievale, fu ampliata e sopraelevata nella prima metà del XVIII secolo in parte sulle rovine dell'antico castello, conserva una pregevole facciata, impreziosita da una scalinata settecentesca tutta in pietra locale, tele del XVIII secolo tra cui una Madonna del Rosario di Paolo de Matteis, del 1715 - 18 circa,[11] e affreschi del XIX secolo. Sottostante la chiesa, la cripta di San Nicola, dalle caratteristiche volte a crociera sorrette da colonnine in pietra locale, che per dimensioni è seconda solo a quella di San Nicola di Bari, ubicata sotto l'omonima basilica. Sia la chiesa che la cripta furono saccheggiate dai soldati di Napoleone, di passaggio, quando posero sotto assedio la cittadina di Lauria (agosto 1806). Addirittura nella cripta furono ricoverati i cavalli. Facciata principale della chiesa di San Nicola

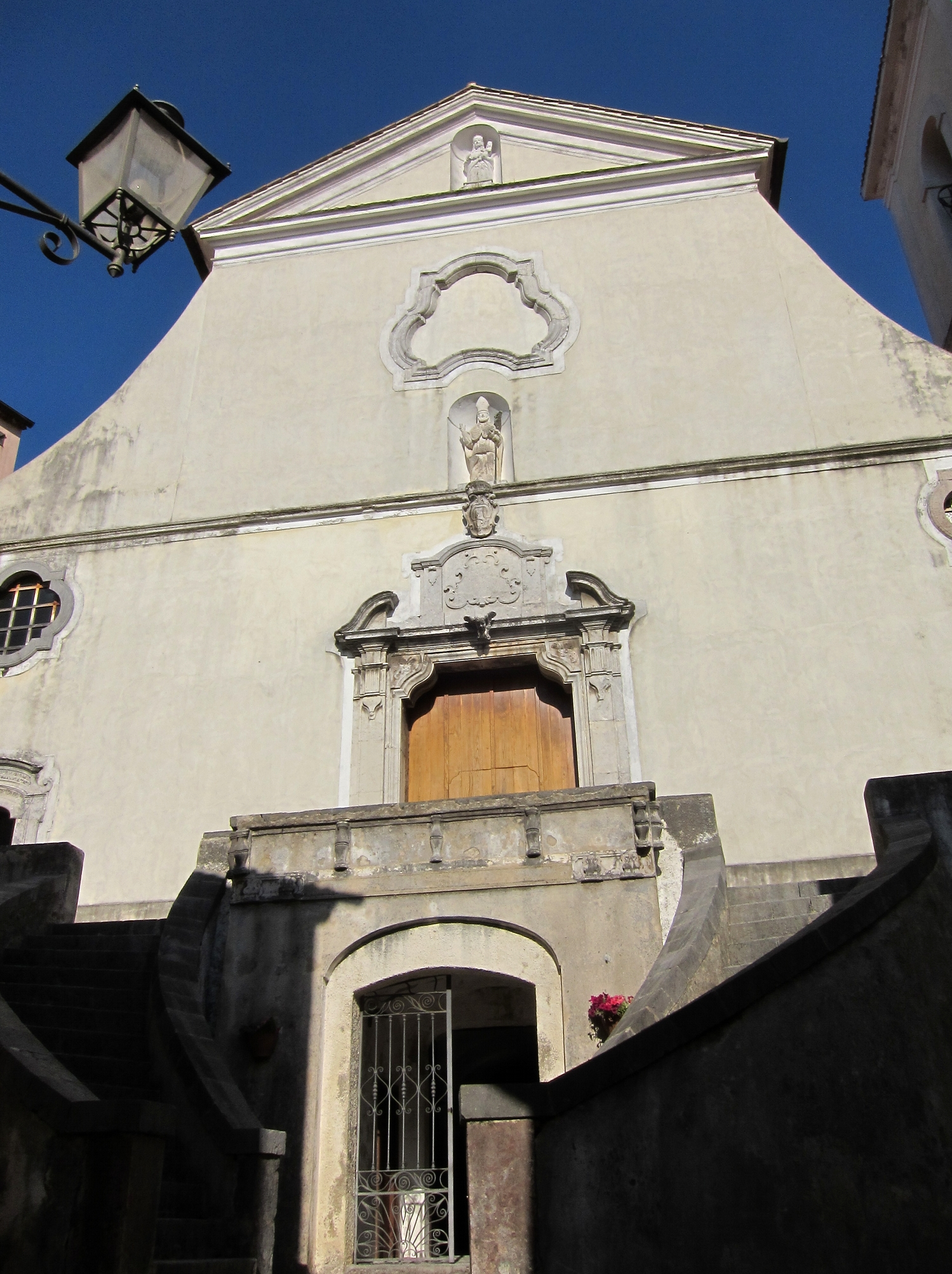
Facciata principale della chiesa di San Nicola

- La chiesa di Santa Maria del Poggio, (Parrocchia) scenograficamente innalzata come una fortezza, sulla sommità del colle "Poggio". La costruzione originaria si trova ai piani sottostanti (Cappella di S. Giovanni) risalente all'alto medioevo, fu poi ampliata e sopraelevata nel corso del XVIII secolo, poi rimaneggiata all'interno in forme barocche. Conserva un fonte battesimale del secolo XVI e un polittico del XVII secolo. È attualmente chiusa per restauro in seguito ai notevoli danni inferti dal sisma del 9 settembre 1998.

Siccome la comunità era molto religiosa, molti erano i sacerdoti; la tradizione voleva che in ogni famiglia benestante doveva esserci almeno un prete. Questa tradizione contribuì alla creazione di Congreghe, divise per vie e per Cappella. Nel corso del XVIII secolo a Rivello si contavano circa 70 sacerdoti. Per questo motivo il paese è ricco di Chiese e Cappelle, di seguito elencate:
- Chiesa dell'Assunta, in Corso Vittorio Emanuele.
- Chiesa di San Giuseppe, nella frazione di S.Costantino.
- Chiesa dell'Immacolata Concezione, nella frazione di Rotale.
- Chiesa di Santa Margherita, in contrada Vignale-Santa Margherita.
- Chiesa di Santa Barbara, di rito ortodosso, in Via Roma.
- Chiesa del Purgatorio, in Via Roma.
- Chiesa di San Vincenzo, in rione Medichetta
- Chiesa della Madonna del Sovereto, nella contrada omonima.
- Chiesa della Madonna del Popolo, a picco sul Fiume Noce.
- Ex Chiesa di San Michele, ora teatro, in Via Pace.
- Cappella di Sant'Anna, in Corso Vittorio Emanuele.
- Cappella di San Rocco, in Piazza Umberto I.
- Cappella della S.S. Trinità, in Piazzetta Regina Margherita.
- Cappella di Santa Maria di Costantinopoli, in Via S.Maria.
- Cappella di Santa Lucia, in Corso Garibaldi.
- Cappella dell'Annunziata, in Corso Garibaldi.
- Cappella dell'Addolorata, al Belvedere Motta.
- Cappella della Madonna della Grazia, in contrada Colla.
- Cappella della Madonna del Carmine, in contrada Cammartino.
- Cappella di Sant'Antonino, in Via Tirone.
- Cappella di Santa Maria e San Pietro, in contrada Vignale-Santa Margherita.
- Cappella di Sant'Antonio, in contrada Molingiuolo.
- Cappella della Pietà, in Corso Vittorio Emanuele.
- Cappella di San Vito, in contrada Filoto.

Esistono poi, edicole votive dislocate nelle campagne; tra queste ricordiamo:
- Edicola della Madonna del Parto, in contrada Filoto.
- Edicola della Madonna di Monserrato, sul Fiume Noce.
- Edicola della Madonna della Medaglia Miracolosa, in contrada Cammartino.
- Edicola di Santa Teresa d'Avila, in contrada Palazzo.
- Edicola della Madonna del Sovereto, in Via Vigliarola.
- Edicola della Madonna del Carmine, in contrada Bottarile.
- Edicola di Santa Margherita di Antiochia, in contrada Vignale-Santa Margherita.

Sono presenti, sul territorio comunale, anche ruderi di cappelle, ovvero:
- Rudere della Cappella di San Marco, prospiciente la Cappella di San Vito, in contrada Filoto.
- Rudere della Cappella delle Stimmate di San Francesco, dietro il Convento di Sant'Antonio.

Esistono, poi anche croci viarie risalenti al XIX secolo, come nella Villa Comunale, in Largo Marconi e in Corso Garibaldi e statue raffiguranti:
- Il Beato Domenico Lentini, in Largo Marconi.
- San Pio da Pietrelcina, nella Villa Comunale.

Inoltre al centro storico del paese, tra i caratteristici vicoli, si trova il locale storico di Clementina, da anni centro di ritrovo degli intellettuali e scrittori del paese. Grazie a serate tra i tavoli della matrona del paese sono nate alcune delle più famosi canzoni e poesie ispirate dai commensali e dalle vivande consumate.

## Società

### Evoluzione demografica
Abitanti censiti

### Etnie e minoranze straniere
Sebbene i valori siano ancora molto lontani dalla media italiana, gli stranieri regolari sono 35 (12 maschi e 23 femmine) pari al 1,21% della popolazione rivellese.

### Lingue e dialetti
La popolazione di Rivello e delle sue contrade parla un dialetto gallo-italico.

## Geografia antropica

### Frazioni

#### San Costantino

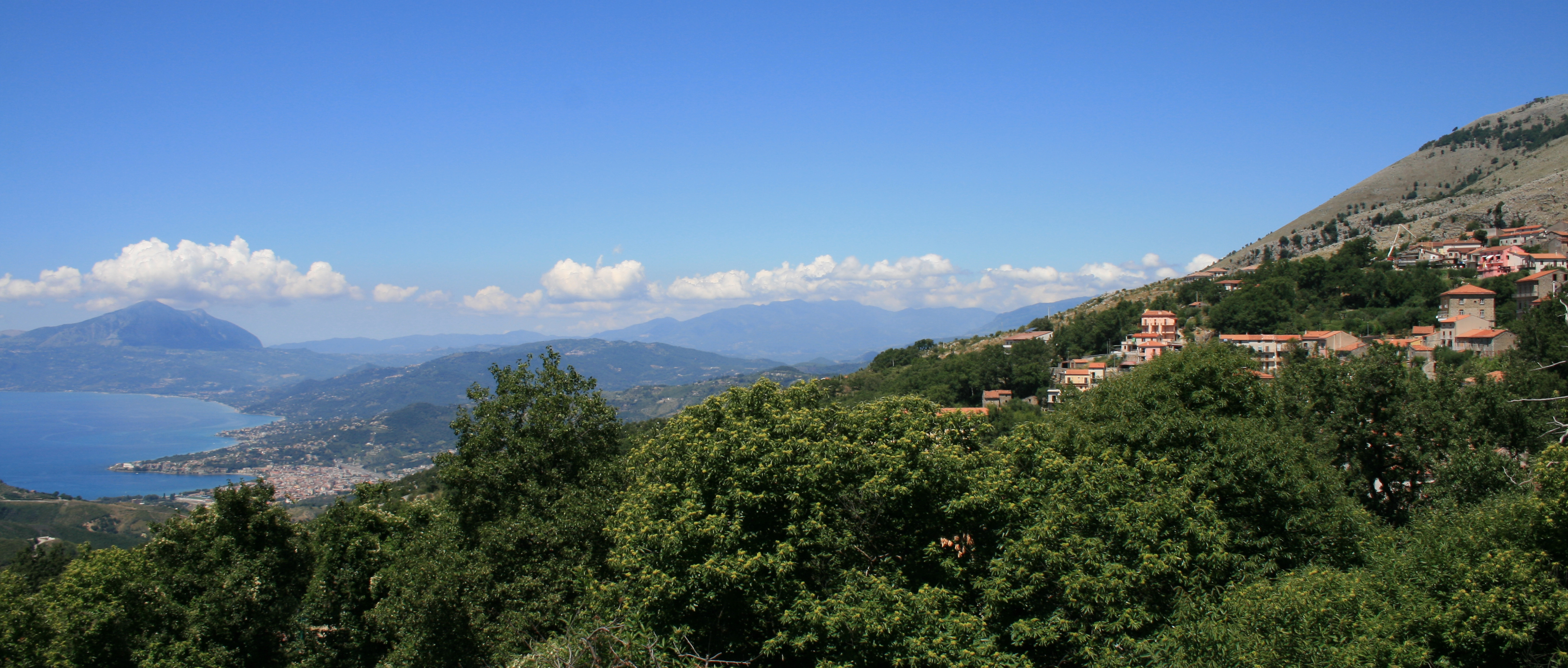
San Costantino di Rivello - Panorama

San Costantino è una frazione del Comune di Rivello. Situata in collina ad un'altitudine media di 400 m. s. l. m., la frazione comprende, sul versante orientale, anche il rione Medichetta dal quale è separata da un lungo e profondo canale che, partendo da un'altitudine di 613 m. s. l. m. al bivio del Palazzo, ne delimita la parte sud-orientale e raggiunge la costa tirrenica dell'abitato di Sapri.
La particolare posizione geografica consente un'ampia veduta del golfo di Policastro. San Costantino ha una popolazione di circa 150 abitanti, distribuita in diversi rioni (Ariola, Vallinoto, Girone, Roccazzo, Carpineta, San Giuseppe, Timpone, Calanghe, Palazzo, Medichetta); il nucleo abitativo più compatto è formato da diversi palazzi signorili, edificati nella prima metà del secolo scorso grazie soprattutto alle rimesse degli emigrati del Brasile, dell'Argentina, del Venezuela e della Spagna. Circondato da boschi e in posizione baricentrica rispetto al golfo di Policastro e al massiccio del Sirino e del monte Coccovello, ben collegato all'autostrada A3 Salerno – Reggio Calabria e alla stazione ferroviaria di Sapri, ha l'ambizione di proporsi come centro turistico.
Sono presenti diversi servizi, quali la farmacia, l'ufficio postale funzionante solo il lunedì, il servizio di guardia medica festiva.

##### Storia

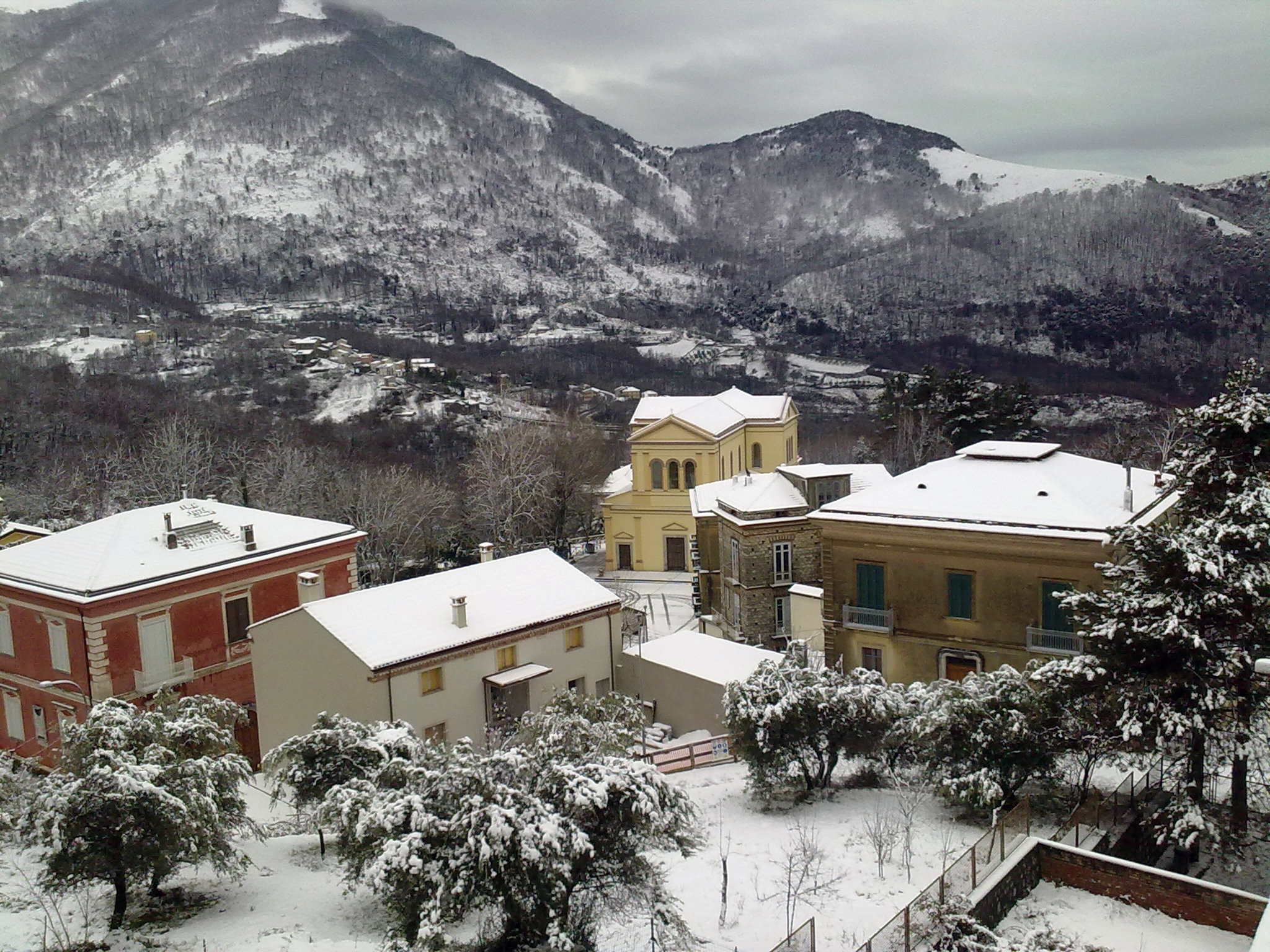
San Costantino di Rivello - Centro storico

I primi insediamenti abitativi si ebbero, probabilmente, nella seconda metà del XVII secolo ad opera di pastori e boscaioli. Si formarono diversi nuclei abbastanza distanti tra loro, che diedero origine agli attuali rioni tra i quali quello di S. Giuseppe si propose quale centro del paese, essendo stato sede di una chiesa edificata nel corso del Settecento (le statue lignee presenti nell'attuale chiesa risalgono proprio al XVIII secolo). L'emigrazione verso il Brasile, prima, l'Argentina, il Venezuela e la Spagna, dopo, iniziata nella prima metà del 1800, consentì, grazie alle rimesse, un certo sviluppo abitativo e, conseguentemente, anche artigianale (muratori, falegnami, fabbri) senza, comunque, costituirne un'apprezzabile tradizione.
Al censimento del 1891 San Costantino e Medichetta contavano 1 004 abitanti e nel primo decennio del Novecento venne fondato il circolo culturale “L'Avvenire” e furono aperte due scuole private, una cattolica e l'altra laica, per la frequenza dei primi tre anni del ginnasio. Contemporaneamente si registrò una positiva trasformazione del tessuto urbano: i palazzi di tipo signorile, in stile liberty, tuttora esistenti, inseriti armonicamente nel territorio, risalgono, infatti, a quel periodo. In particolare, nel 1909 fu posata la prima pietra della seconda chiesa, che ambiva a diventare Santuario in onore di S. Giuseppe, ma che, in realtà, oggi è l'unico luogo di culto della frazione (peraltro non ancora ultimato), da quando, intorno agli anni sessanta, fu demolita la chiesetta del rione S. Giuseppe, ufficialmente per motivi di sicurezza.
Sempre nel primo decennio del Novecento fu avviata la costruzione, mai portata a termine, della nuova sede dell'Istituto femminile S. Giuseppe, gestito dalla suore Battistine di Angri; fu aperto l'ufficio postale, la farmacia e l'ambulatorio medico comunale. Dopo la prima guerra mondiale le cose peggiorarono: iniziò un lento declino che portò ad un progressivo spopolamento. Oggi San Costantino e Medichetta sono abitate soprattutto da anziani e tante sono le case vuote.

### Rioni e contrade

#### Rione Rotale
La contrada sorse probabilmente attorno ad una masseria situata lungo la vecchia mulattiera che conduceva nel Cilento. Tra i cognomi delle famiglie troviamo i Megale, discendenti sicuramente della antica famiglia nobile di Rivello. La contrada è fortemente vocata, per tradizione, all'agricoltura. Si producono infatti, gli ortaggi più pregiati di tutta la zona. Ottima è la qualità dei fagioli, delle patate, del granturco, delle zucchine. Negli anni sessanta furono realizzati due invasi artificiali che avrebbero dovuto alimentare in impianto irriguo. Detti invasi vengono invece impiegati per gare di pesca e dato che si trovano in mezzo al verde dei boschi lussureggianti, spesso vi si recano comitive per fare dei pic-nic.
Nelle vicinanze vi è il bosco dei "Vascelli" che ha fornito legname ad intere generazioni. Gli abitanti sono di carattere taciturno ma orgogliosi, lavoratori e molto attaccati alle loro tradizioni. Il dialetto parlato è simile a quello rivellese, per niente italianizzato, diverso quindi da quello della frazione S. Costantino che risente delle influenze Cilentane.
La contrada dispone di un'ampia piazza con al centro la Chiesetta dell'Immacolata, settecentesca, di recente restaurata. La festa si svolge nel mese di agosto, durante la quale si possono degustare le prelibatezze culinarie locali, in particolare i salami (salsiccia e soppressata) e i prosciutti.

#### Rione Medichetta

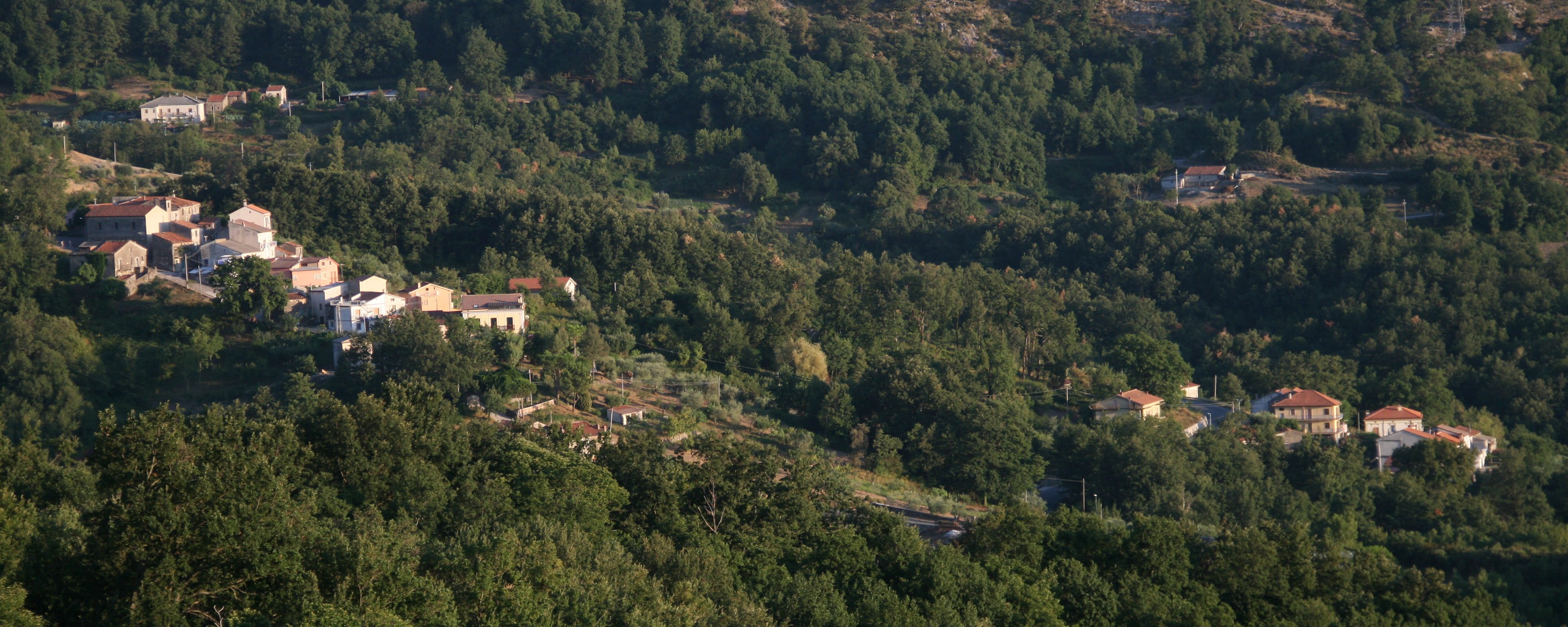
Panorama -Medichetta superiore e inferiore

Si presume che il nome abbia avuto origine dalla coltivazione dell'erba medica, anche se l'antica pronuncia del nome del rione era: "Menichetta" (archivio Vescovile Policastro Bussentino).
Medichetta è un piccolo agglomerato urbano del comune di Rivello. È il rione insieme alla frazione di S.Costantino più caratteristico del comune dal punto di vista paesaggistico, dato che, da una posizione di 500 m s.l.m., s'affaccia sul Golfo di Policastro.
Il rione è diviso in superiore ed inferiore e conta pochi abitanti residui, la maggior parte dei quali si trova a Medichetta inferiore.
Comunità dedita all'agricoltura e alla pastorizia, che ha subìto un duro calo demografico durante il periodo dell'emigrazione. Una grande fetta della gioventù locale si è trasferita in quegli anni nell'America Meridionale in cerca di fortuna e spesso Vi è rimasta definitivamente. Lo stesso vale per la contrada Carpineta, abitato ormai da pochi anziani, ma molto caratteristico per la sua esposizione a gradoni e la veduta paradisiaca sul Golfo di Policastro.
Da vedere: la chiesetta di San Vincenzo Ferreri con la piazzetta adiacente, occasione per sostare ed ammirare il panorama del Golfo di Policastro e da percorrere i sentieri dei sovrastanti monte Coccovello di 1505 m s.l.m., di formazione carsica con "inghiottitoi (pozzi) carsici " o doline, e monte Serra del Tuono, alla cima del quale c'è un belvedere sia del golfo di Sapri che di quello di Maratea.
La località è definita regionalmente "Terrazzo panoramico lucano sul golfo di Policastro"

#### Le principali contrade
- Cammartino (da " Cà Martino" ovvero cavalier Martino)
- Capo Elci ("in capo al luogo ricco di Elci")
- Carpineta
- Fiumicello (luogo dove il fiume scorre dolcemente)
- Filòto (den. di origine greca)
- Molingiuòlo (prob. luogo con numerosi mulini)
- Prato (toponimo etimologicamente indicativo di luogo umido e quindi ricco di pascoli)
- Vignale-Santa Margherita (luogo anticamente vocato alla viticoltura e per la presenza della chiesa di Santa Margherita Maria Alacoque), contrada più popolosa del comune.
- Mascalcia (luogo dove anticamente sorgeva una cappella dedicata a S. Lucia)
- Sonante - Sede del tempio dedicato a Mefitis, divinità legata al culto delle acque e da dove prende il nome il fiume Sonante
- Sovereto
- Sorba (luogo dove vi erano ricche piantagioni di Sorbo)
- Sirino
- Colla (luogo dove si pagavano le tasse per vendere le merci: dogana)
- Monticello
- Roccazzo (luogo pietroso)
- Palazzo (luogo dove un tempo vi era un grande edificio, prob. adibito a taverna e cambio cavalli)
- S. Freno
- Campo Dei Monaci (luogo dove i monaci del convento di S. Antonio avevano il diritto di approvvigionamento di legna da ardere)
- Vallone Antico (nota come " 'e vadd'")
- Aradonica (den. di origine greca)
- Crocifisso
- Bottarile (in realtà si chiamava "Buttarìno"; luogo dove si batteva il lino)
- Chiani
- Città (zona dove sorgeva l'antica "città" della Magna-Grecia - secondo alcuni studiosi "Sirinos")
- Asprina
- Pietà

## Economia

### Artigianato
Tra le attività più tradizionali e rinomate vi sono quelle artigianali, legate alla cultura contadina e pastorale. Queste attività, ben lungi dallo scomparire stanno invece rifiorendo, e si distinguono per la lavorazione del rame, del ferro, oltreché per l'arte della ceramica e della maiolica.

## Infrastrutture e trasporti

### Strade
- Fondovalle del Noce - uscita Rivello-Sapri-Lagonegro-Maratea
- Strada Statale 104 di Sapri
- Strada Provinciale 27 Lagonegrese Superiore
- Autostrada A2 del Mediterraneo - uscite Lagonegro Nord-Maratea-Praia A Mare, Lagonegro Sud, Lauria Nord-Policoro e Lauria sud